# 斎藤けん
斎藤 けん（さいとう けん、12月2日 - ）は、日本の漫画家。長野県出身。血液型はA型。
2003年、『LaLa DX』（白泉社）に掲載の「月光スパイス」でデビュー。同誌や『LaLa』（白泉社）で活動。2005年、「花の名前」で第30回白泉社アテナ新人大賞デビュー優秀者賞を受賞。

## 作品リスト
単行本収録
- 月光スパイス（『LaLa DX』2004年1月号、白泉社） - 第34回LMGララまんがグランプリのゴールドデビュー賞受賞のデビュー作。同名の短編集（2008年、白泉社）が刊行。
  - カエル裁判（『LaLa』2007年5月号、白泉社）併録。
  - 君に天使の祝福を!!（『LaLa special』2007年8月号、白泉社）併録。
  - 森とお城（『LaLa DX』2007年11月号、白泉社）併録。
- 花の名前（『LaLa DX』2004年3月号 - 2007年9月号） - 単行本全4巻（2005年 - 2007年、白泉社）が刊行。
- with!!（『LaLa』2006年2月号 - 2009年7月号、白泉社） - 単行本全4巻（2006年 - 2009年、白泉社）が刊行。
  - 桐島亭の魔法（『LaLa』2005年7月号、白泉社）第1巻に併録。
  - 猫とヨーコと俺で家（『LaLa』2008年10月号、白泉社）第4巻に併録。
- 亡鬼桜奇譚（『LaLa』2008年1月号、白泉社） - 同名の短編集（2009年、白泉社）が刊行。
  - 花のカノン（『LaLa special』2005年6月号、白泉社）併録。
  - 無限時計（『LaLa special』2008年6月号、白泉社）併録。
  - サンドグラスの檻（『LaLa DX』2008年11月号、白泉社）併録。
- プレゼントは真珠（『LaLa special』2008年12月号、『LaLa DX』2010年1月号 - 2012年11月号、白泉社） - 単行本全4巻（2010年 - 2013年、白泉社）が刊行。
  - 雪のカノン（『LaLa special』2009年4月号、白泉社）第1巻に併録。
  - ゆめくらい（『LaLa』2009年12月号、白泉社）第2巻に併録。
- ねじまき真野さん（『LaLa』2011年2月号、白泉社） - 同名の短編集（2013年、白泉社）が刊行。
  - 薔薇とジルコニア（『LaLa DX』2009年11月号、白泉社）
  - 架空庭園（『LaLa』2012年1月号、白泉社）併録。
  - 吐露（『青LaLa』、2012年、白泉社）併録。
- さみしいひと（『Ane LaLa』、2013年、白泉社） - 単行本全1巻（2014年、白泉社）が刊行。
- かわいいひと（『Ane LaLa』・『LaLa DX』、2014年 - 2019年、白泉社） - 単行本全7巻（2015年 - 2020年、白泉社）が刊行。
- 天堂家物語（『LaLa DX』2014年9月号[3] - →『LaLa』、白泉社） - 単行本既刊16巻（2015年 - 、白泉社）が刊行中。

単行本未収録
- The☆story ob MY DEAR BEAR!!（『LaLa』2004年10月号、白泉社）
- PP-ピアニッシモ-（『LaLa』2005年2月号、白泉社）
- ガーと王子様（『LaLa』2009年3月号、白泉社）
- 月のカノン（『黒LaLa』[4]、2011年、白泉社）
- 天の花の国の神話（『白LaLa』、2012年、白泉社）
- 愚かな2人のこども達（『LaLa DX』2013年、白泉社）
- こぐま座のアルファ（『LaLa』2013年、白泉社）
- 神さまと嘘つき（『LaLa DX』2014年、白泉社）